# Olinda
Olinda  è un comune del Brasile nello Stato del Pernambuco, parte della mesoregione Metropolitana do Recife e della microregione di Recife. Confina a nord con Paulista, a sud e a ovest con Recife, mentre a est è bagnata dall'Oceano Atlantico.
Olinda è una delle città coloniali meglio conservate del Brasile. Circa un terzo del territorio comunale è sotto tombamento (tutela per motivi storici, artistici e culturali) e nel 1982 Olinda è stata inserita nell'elenco dei Patrimoni dell'umanità dell'UNESCO, per le sue numerose chiese barocche e per il suo centro storico. Nel 2006, quando per la prima volta venne scelta la Capital Brasileira da Cultura ("Capitale brasiliana della cultura"), la scelta cadde su Olinda. Una festa molto sentita è il carnevale.

## Nome
Secondo una tradizione, il nome Olinda deriverebbe da un'esclamazione del fondatore Duarte Coelho Pereira che, vedendo il luogo dove sarebbe nata la città, avrebbe detto "Oh, linda situação para se construir uma vila!" (Oh, bel posto per costruirci una città!").

## Storia

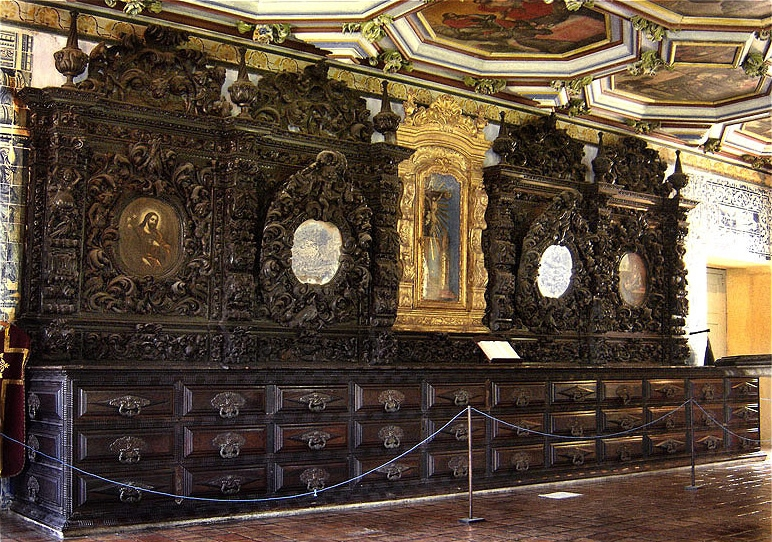
La sagrestia di Monastero São Francisco

L'insediamento di Olinda venne fondato nel 1535 da Duarte Coelho Pereira; divenne poi una città il 12 marzo 1537. Olinda è stata la capitale del capitanato di Pernambuco, ma venne incendiata dagli olandesi che trasferirono successivamente la capitale a Recife. La fortuna della città è legata alla lavorazione della canna da zucchero.
Nel 1637 gli olandesi vengono espulsi dal Brasile e Olinda riguadagna il titolo di capitale dello Stato di Pernambuco, fino al 1837 quando capitale ridiventa definitivamente Recife.

## Centro storico
Nel Centro Histórico de Olinda, noto anche come Cidade Alta ("Città Alta") sono situate la Sé de Olinda (chiesa cattedrale della diocesi di Olinda e Recife), il monastero di San Benedetto e il convento di San Francesco. Quest'ultimo è il più antico convento francescano del Brasile, risalendo al 1585 l'inizio della sua costruzione.

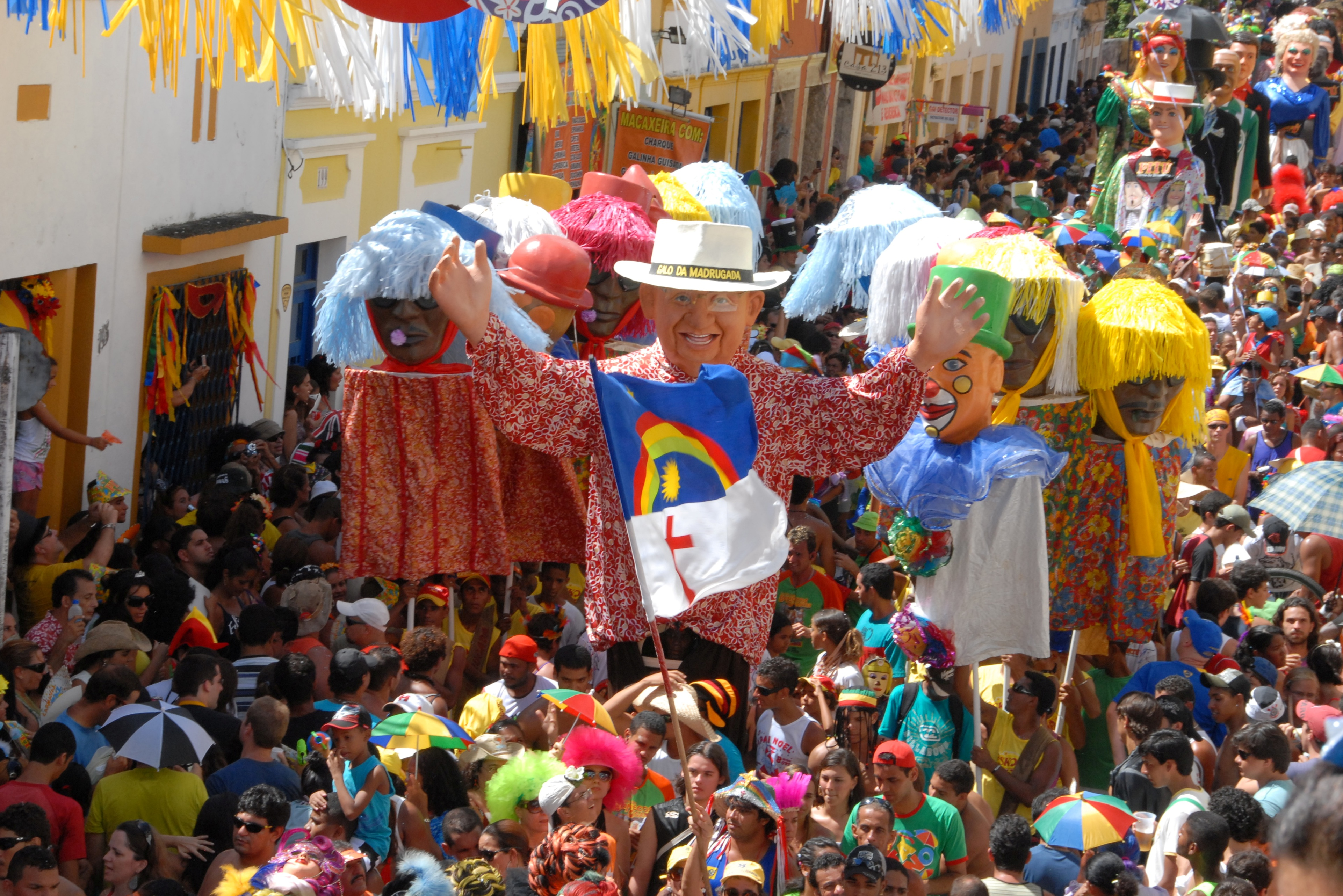
Le bambole gigantesche di carnevale di Olinda

## Il faro
Il vecchio faro di Olinda, alto 12 metri e mezzo, fu inaugurato il 18 novembre del 1872. Fu il secondo faro costruito sulle coste pernambucane dopo quello di Recife, eretto mezzo secolo prima.
Il faro attuale è stato inaugurato il 7 settembre del 1941. È una torre di calcestruzzo armato alta 42 metri, dipinta a fasce alternate bianche e nere. La sommità è bianca.

## Scienza
All'Observatório Astronômico do Alto da Sé, a Olinda, l'astronomo francese Emmanuel Liais scoprì nel febbraio del 1860, nell'area della costellazione del Dorado, una cometa doppia conosciuta con la sigla C/1860 D1 o, in omaggio alla città, con il nome di "cometa Olinda". Fu la prima cometa scoperta nell'America del Sud.

## Società

### Tradizioni e folclore

#### Carnevale

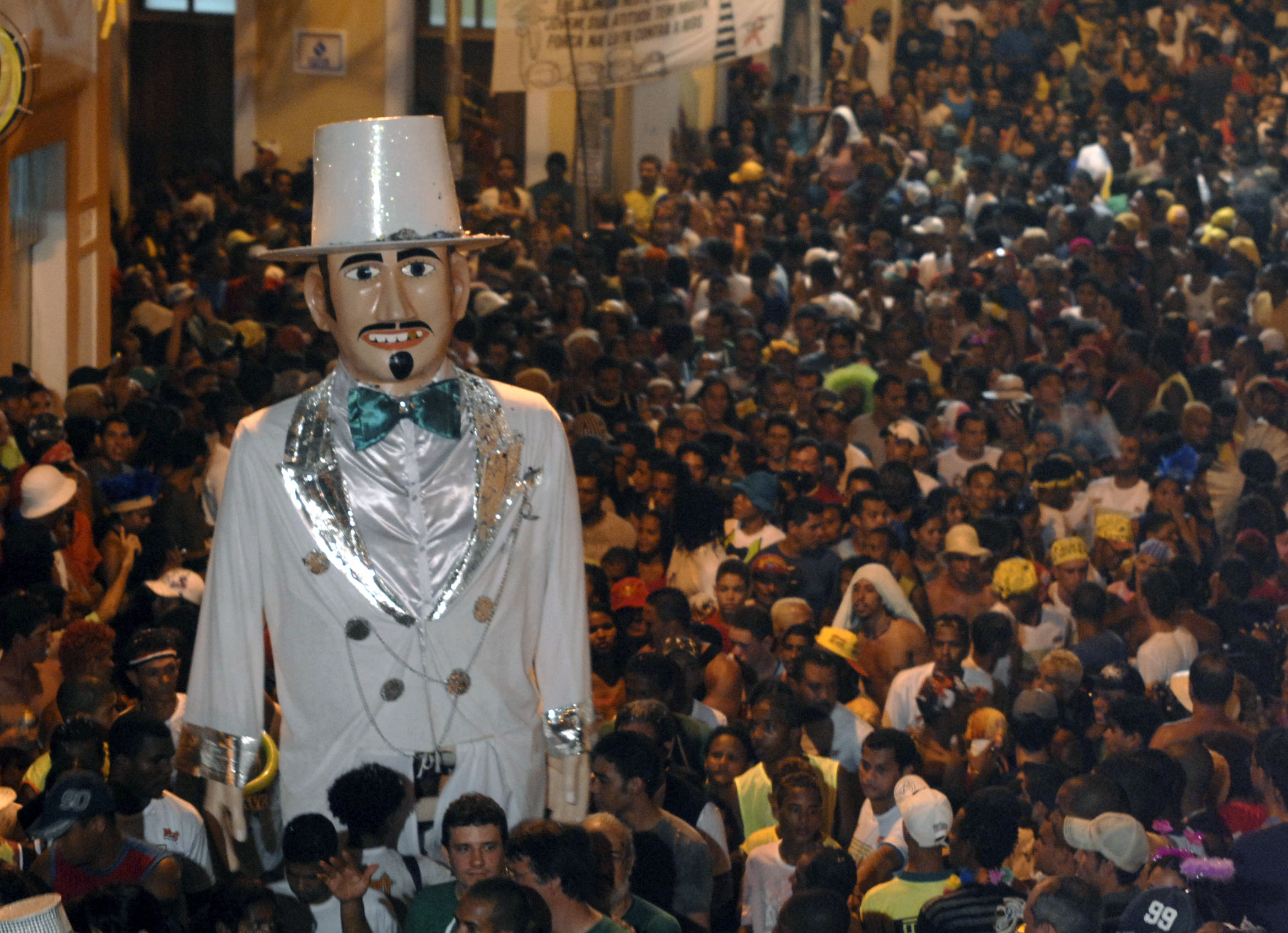
LHomem de meia-noite del carnevale di Olinda

Il carnevale di Olinda è uno dei più importanti e tradizionali del Brasile. Caratteristici delle parate di carnevale della città sono i Bonecos de Olinda, grossi pupazzi, alti oltre due metri, che vengono portati per le vie del paese. Tra questi bonecos, particolare importanza ha l'Homem de meia-noite (Uomo di mezzanotte) che appare per dare l'avvio al carnevale alla mezzanotte tra sabato (Sábado de Zé Pereira) e la domenica.